# Муотри, Алиссон
Алиссон Ренато Муотри — профессор Калифорнийского университета в Сан-Диего (UCSD) в США. Директор программы стволовых клеток в UCSD. Занимается передовыми темами генетики и неврологии, такими как развитие ранних стадий нервной системы человека с использованием мозговых органоидов, полученных из стволовых клеток. Имеет наибольшее количество научных публикаций среди биологов бразильского происхождения.

## Биография
Получил диплом в области биологических наук Университета штата Кампинас и докторскую степень в области генетической биологии Университета Сан-Паулу. Имеет опыт работы в области генетики с упором на генетику человека и медицинскую генетику. Научные интересы: репарация ДНК, вирусные векторы, рак, аутизм, генная терапия и генная модуляция. Был одним из первых бразильских исследователей, культивировавших эмбриональные стволовые клетки. С самого начала своей академической карьеры интересовался нейробиологией. Во время своей постдокторской работы в Научно-исследовательском институте Солка, в Сан-Диего, Калифорния, Муотри впервые в 2005 году показал, что человеческие нейроны, полученные из эмбриональных стволовых клеток, способны дифференцироваться и функционально интегрироваться в мозг животных. Также в 2005 году выявил активность «прыгающих генов» (ретротранспонируемых элементов L1) в геномах нейронов, показав, что мозг состоит из мозаики геномов нейронов. Исследование изменило тогдашнее устойчивое мнение в биологии о том, что все клетки в организме имеют один и тот же геном.
В 2010 году с помощью клеточного перепрограммирования, разработанного лауреатом Нобелевской премии Синъей Яманакой, ему удалось устранить морфологические и функциональные изменения в нейронах, полученных от людей с аутизмом, что открыло перспективы для разработки более эффективные препаратов для лечения расстройств аутистического спектра.
В 2016 году создал клеточную модель для изучения синдрома Вильямса, открыв возможность исследования клеточных и молекулярных основ мозга человека. В том же году вместе с коллегами провёл исследование, выявившее причинно-следственную связь вируса Зика, распространённого в Бразилии, со случаями микроцефалии и врождённых дефектов. В 2018 году разработал органоид мозга неандертальца, что позволило создать новую область науки — нейроархеологию.
В апреле 2016 года Муотри вместе с другими учёными основал Tismoo, первый в мире стартап персонализированной медицины, ориентированный на аутизм и связанные с ним синдромы со штаб-квартирой в Сан-Паулу и двумя офисами в США: в Сан-Диего и Майами.
В мае 2016 года Tismoo стал первым стартапом, опубликовавшим работу в журнале Nature. Эта работа была посвящена вирусу Зика и его связи с высоким уровнем микроцефалии в Бразилии. Благодаря технологии органоидов стартап помог продемонстрировать взаимосвязь между бразильской версией вируса и тем, как он работает, вызывая пороки развития коры головного мозга.
В декабре 2017 года обнаружил, что препарат, хлорохин, используемый в течение 60 лет против малярии, действует как вакцина против вируса Зика.
Впоследствии команда Муотри открыла, что препарат софосбувир, используемый для лечения гепатита С, может вылечить инфекцию Зика, а также предотвратить передачу вируса от матери к ребёнку во время беременности. Работа была выполнена также с использованием органоидов мозга и опубликована в январе 2018 года в журнале Scientific Reports издательской группы Nature.
25 июля 2019 года Муотри отправил на Международную космическую станцию (МКС) контейнер с десятками органоидов мозга. Исследование направлено на проверку реакции органоидов в условиях микрогравитации и предназначено для борьбы с аутизмом, болезнью Альцгеймера и другими неврологическими болезнями. Вторая часть образцов была отправлена на МКС 6 декабря 2020 года.

## Критика
Муотри имеет неоднозначную репутацию среди людей с аутизмом. Некоторые активисты движения за права аутистов не согласны с его методами лечения и с его публичными заявлениями на данную тему. Со своей стороны, Моутри указывает, что единого рецепта для лечения аутизма не существует, добавив также, что «не эти критики платят мне зарплату. Кто платит, тот думает как раз наоборот».

## Награды
- 2014: Премия независимого исследователя НАРСАД[54]
- 2013: Премия EUREKA (Исключительные нетрадиционные исследования, способствующие ускорению знаний) NIMH[55]
- 2011: научный сотрудник PopTech и общественное лидерство[56]
- 2009: Премия директора NIH «Новый новатор»[57]
- 2002: Постдокторская стипендия Pew Latin America, Ла-Хойя, Калифорния[58]

### Комментарии
1. ↑  Обрабатывая частицы кожи химическими составами, Моутри превращал обычные клетки в эмбриональные. Воздействовав потом
на клетки другим набором реактивов, он добивался развития этих клеток в нейроны, способные передавать электрические сигналы и обмениваться нейромедиаторами[5].